# Vikash Dhorasoo
Vikash Dhorasoo (ur. 10 października 1973 w Harfleur) – francuski piłkarz pochodzenia hinduskiego grający na pozycji pomocnika. Srebrny medalista MŚ 2006.
W reprezentacji Francji od 1999 r. rozegrał 18 meczów i strzelił 1 gola. Podczas MŚ 2006 zagrał w dwóch spotkaniach.
W 2020 startował w wyborach municypalnych w 18. dzielnicy Paryża z listy Décidons Paris popieranej przez LFI.

## Kariera piłkarska
- 1993–1998 – Le Havre AC
- 1998–2001 – Olympique Lyon
- 2001–2002 – Girondins Bordeaux
- 2002–2004 – Olympique Lyon
- 2004–2005 – A.C. Milan
- 2005–2006 Paris Saint-Germain
- 2007 AS Livorno Calcio

## Sukcesy piłkarskie
- Wicemistrzostwo Świata z Francją (2006)
- Zwycięstwo w Pucharze Ligi Francuskiej z Olympique Lyon (2001)
- Zwycięstwo w Pucharze Ligi Francuskiej z Girondins Bordeaux (2002)
- Mistrzostwo Francji z Olympique Lyon (2003, 2004)
- Zwycięstwo w Pucharze Francji z Paris Saint-Germain (2006)